# Ambulance LTD
Ambulance LTD byla americká rocková skupina.
Skupina vznikla v roce 2000 v sestavě Marcus Congleton (kytara, zpěv), Andrew Haskell (klávesy), Benji Lysaght (kytara) a Matthew Dublin (baskytara, klávesy, zpěv). Své první EP nazvané Ambulance LTD vydala v červnu 2003, v březnu 2004 pak vyšlo první řadové album s názvem LP. O dva roky později vyšlo druhé EP nazvané New English EP. Následně skupinu opustili všichni členové mimo Congletona (poté, co skupinu opustili, založili novou skupinu nazvanou The Red Romance).
Congleton v roce 2007 začal pracovat na novém albu skupiny. Produkce se ujal John Cale, který na něm rovněž hrál na klávesy a je spoluautorem několika písní. Přestože album nahráli a jeho vydání bylo plánováno na léto 2007, nikdy kvůli zkrachování společnosti TVT Records nevyšlo. Skupina později ještě odehrála několik koncertů, ale po roce 2009 již aktivní nebyla. Frontman Marcus Congleton od roku 2012 působil ve skupině Drug Cabin.